# Essahra Elhora
Essahra Elhora (en árabe: الصحراء الحرة y en español: Sáhara Libre) es el periódico nacional de la RASD.  

## Sobre el periódico
El periódico se fundó el 13 de noviembre de 1975, después del diario La Realidad del Sahara español. El primer número se publicó en la máquina copiadora. Algunas copias se distribuyeron en árabe, español y francés, pero el segundo número fue un periódico en términos de forma y contenido. En esta primera etapa su contenido eran comunicaciones militares relativas a la guerra del Sahara Occidental y la difusión del ideario del Frente Polisario.
Su época de mayor difusión fueron los años ochenta, logrando distribuirse en un gran número de países y en tres idiomas (árabe, español y francés). Contó con la colaboración de figuras prominentes en el mundo de la política, el periodismo y la literatura, universidades e institutos.